# Wildpark Bruderhaus
Koordinaten: 47° 28′ 38,1″ N, 8° 43′ 34,3″ O; CH1903: 697053 / 259294

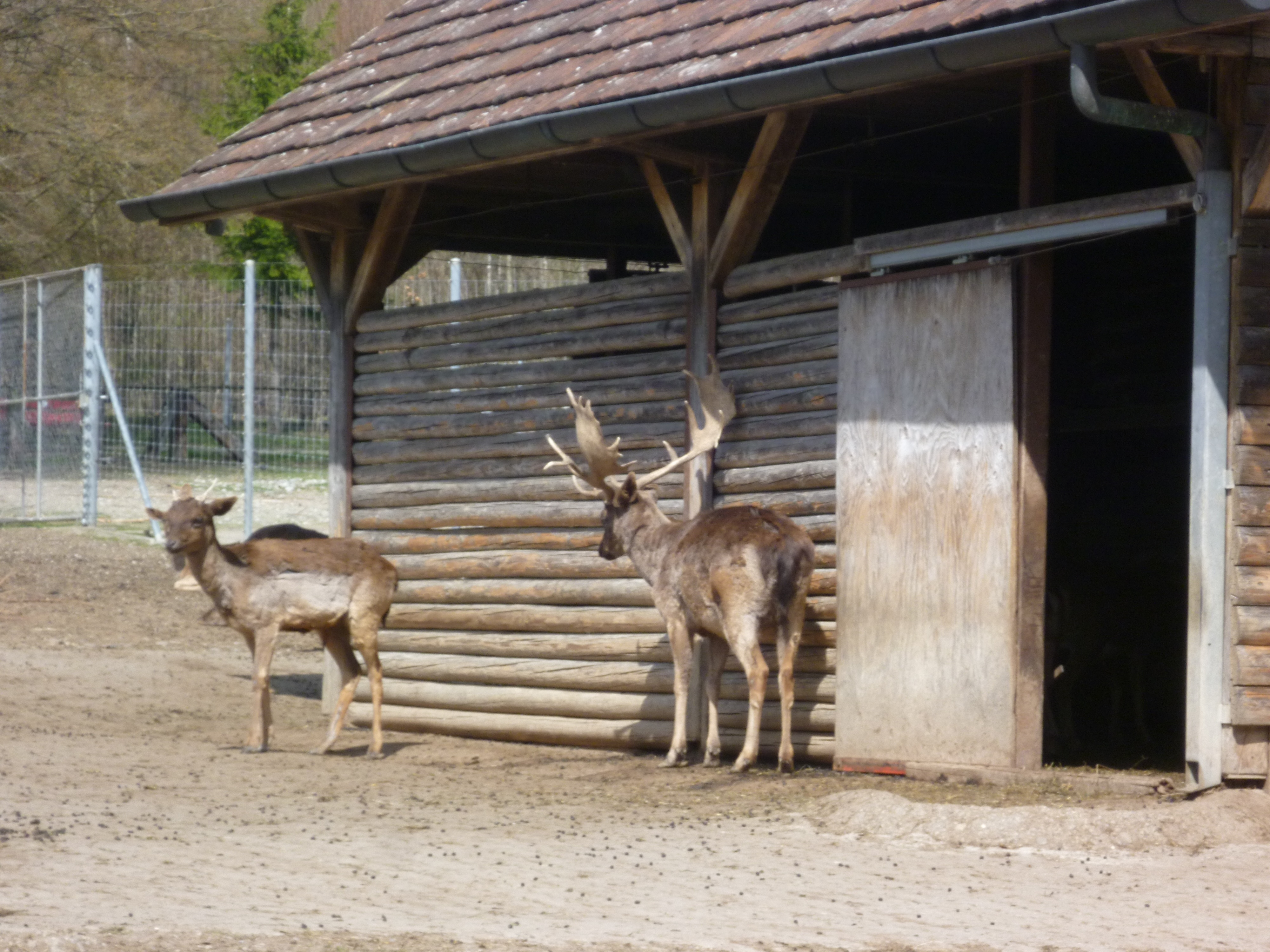
Hirsche beim Stall

Der Wildpark Bruderhaus ist ein 6 ha grosser Tierpark inmitten des Eschenbergwaldes, südlich von Winterthur auf Quartiergebiet von Heiligberg. Der Park ist ein wichtiges Naherholungsgebiet für Winterthur.
Der Park ist in Auswilderungsprojekten für das Przewalski-Pferd, den Vietnamesischen Sikahirsch sowie dem Wisent engagiert. Bereits acht Urpferde konnten so in der Wüste Gobi ausgewildert werden.
Der Wildpark versteht sich selbst als «Begegnungsstätte zwischen Mensch und Tier, als Heim bedrohter Arten, als Ort für Umweltbildung und zur Förderung des Verständnisses für die Natur ganz allgemein». Der Wildpark Bruderhaus ist ganzjährig geöffnet, der Eintritt ist kostenfrei. Es gibt ein Restaurant im Wildpark. Der Park beherbergt folgende Tierarten: Luchse, Wölfe, Wisente, Vietnamesischer Sikahirsch, Rothirsche, Mufflons, Wildschweine, Bankivahühner und Przewalski-Pferde.

## Geschichte der Anlage

Der Wildpark Bruderhaus in einer 1919 versendeten Postkarte

Der Wildpark Bruderhaus wurde 1890 durch den Wildparkverein gegründet, als erste Tiere ziehen 1891 Rot- und Damhirsch in ihre Gehege ein, der Zeitpunkt des Zuzugs des Sikahirschs ist nicht bekannt. Bereits 1902 gingen Unterhalt und Betrieb an den Verkehrs- und Verschönerungsverein über, zu dieser Zeit wurde der Wildpark noch von einer Murmeltierkolonie bevölkert. Fütterung und Pflege der Tiere oblagen dem Wirt des Bruderhauses, dessen Ursprünge bis ins 14. Jahrhundert zurückreichen. 1945 mussten aufgrund des schlechten Zustandes der Gehege die Parkflächen verkleinert werden. Es folgte eine Sanierung der verbleibenden Anlagen. Die Stadtforstverwaltung übernahm 1946 den baulichen Unterhalt und 1952 den gesamten Betrieb. Der Tierbestand umfasste damals 6 Rothirsche, 9 Damhirsche und 11 Sikahirsche.
Von 1966 bis 1969 erfolgte eine Gesamtrenovation der Anlagen und ein Waldlehrpfad wurde eingerichtet. Ein Kredit von 3 Millionen Franken für ein grosszügiges Erweiterungsprojekt wurde am 24. September 1972 in einer Volksabstimmung abgelehnt. 1975 wurde ein Hirschunterstand als Ersatz für die zwei alten, baufälligen Ställe neu errichtet. 1977 erfolgte eine Neueinteilung der Gehege und die Einrichtung des Wisent-Geheges und Einsetzung eines Wisentpaares aus dem Tierpark Langenberg, finanziert durch den Wildparkverein Bruderhaus. Der Wildpark beteiligt sich damit am internationalen Erhaltungszuchtprogramm der Art. Ausserdem wurde ein Wildschweinstall neu gebaut. Ein Luchs-Gehege wurde 1981 eingerichtet. 1988 erfolgte die Einrichtung des Geologielehrpfades entlang der Wildparkstrasse, gestiftet durch die Naturwissenschaftliche Gesellschaft Winterthur und 1990 wurden vier Mufflons ins Damwildgehege eingesetzt. 1991 wurde eine Wildpferdeanlage erbaut. In diese wurden zwei Wildpferde aus Oberwil sowie ein Pferd aus Wien-Schönbrunn eingesetzt. Ausserdem wurde die Sikahirschgruppe durch drei reinblütige Vietnamsikahirsche als dritte seltene Wildart ersetzt.
Seit 1997 beteiligt sich der Wildpark Bruderhaus am Gobi-Takhi-Projekt zur Wiederansiedlung der Ur-Pferde in Freier Wildbahn in der Wüste Gobi. Im Jahr darauf wurde der Windel-Wander-Weg eingerichtet und 1999 ein modernes, artgerechtes Luchsgehege als Ersatz für die alte Anlage.
Seit 2001 gibt der neu gegründete Wildparkverein Bruderhaus die Wildpark News heraus, die der Zielsetzung des Parks gemäss über den Wildpark selbst aber auch über Umweltprojekte wie die Wiederauswilderung der Przewalski-Pferde und über heimische Tierarten berichtet.
Am 28. März 2004 wurde der Vogellehrpfad als Gemeinschaftsprojekt mit dem Natur- und Vogelschutzverein Seen eröffnet.
Der Zürcher Tierschutz wurde 2005 Partner des Wildparks und ermöglicht damit die Umsetzung der Vorhaben zur Verbesserung der Tierhaltung im Park.
Am 23. August 2008 wurde das neu erbaute Wolfsgehege eingeweiht. Inzwischen bekamen die Wölfe auch bereits zweimal Jungtiere, was dem Wildpark einen grösseren Zuschaueransturm einbrachte.
Im Mai 2018 wurde bekannt, dass der Wildparkverein plant, im Wildpark Bruderhaus ein Braunbär-Gehege zu bauen. Entsprechende Bemühungen für eine Sammelaktion diesbezüglich wurden jedoch im August des gleichen Jahres vom Wildparkverein wieder eingestellt. Begründet wurde dies mit dem zu erwartenden Mehrverkehr, der nicht mit der geplanten Weiterentwicklung des Parks vereinbar ist. Danach wurde im November 2018 an der Winterthurer Messe eine Sammelaktion für eine 600 m² grosse Nerzanlage gestartet, die auch im Jahr 2021 noch andauert (Stand: März 2021). Ebenfalls seit November 2018 hält der Wildpark Bankivahühner, die ihr Gehege mit den Przewalskipferden teilen, jedoch auch dieses verlassen können.

## Entwicklungskonzept 2020
Für den Wildpark Bruderhaus existiert ein Entwicklungskonzept. Dieses sieht eine Vergrösserung des Wildparks auf das Doppelte der heutigen Fläche sowie drei neue Tierarten vor: Fuchs, Dachs und Mangalitza. Die zwei Hauptziele dieser Massnahmen sind die Steigerung der Attraktivität für Besucher sowie eine besser art- und tiergerechte Haltung der Tierarten. Das gesamte Entwicklungskonzept wurde in neun Teilprojekte unterteilt, mit der Realisation des Wolfgeheges 2008 wurde bereits das erste dieser Teilprojekte abgeschlossen. Das zweite Teilprojekt, die Realisation der Gemeinschaftsanlage Przewalskipferd-Mufflon, wurde 2012 abgeschlossen. Die vollständige Umsetzung des Konzeptes bis 2020 ist jedoch fraglich, da der Tierpark auf Unterstützung von Privaten angewiesen ist, da die Erweiterung nicht vollständig aus Geldern der Stadt finanziert werden kann. Um den vorgesehenen Um- und Ausbau des Wisentgeheges zu ermöglichen, verliess der Damhirsch 2018 den Wildpark.

## Erreichbarkeit
Jeweils von Anfang März bis Ende November verkehrt am Wochenende sowie am Mittwochnachmittag mit der Linie 12 (HB – Bruderhaus) von Stadtbus Winterthur eine Buslinie zum Bruderhaus. In dreissig Minuten lässt sich der Wildpark von der Haltestelle Breite über Wanderwege erreichen, die täglich von der Linie 4 (HB – Breite – HB) bedient wird.
Beim Bruderhaus steht auch eine beschränkte Anzahl an Parkplätzen zur Verfügung. Jedoch ist die Zufahrt über die Bruderhausstrasse während der Verkehrszeiten des Busses gesperrt und es muss ein Umweg in Kauf genommen werden.

## Galerie

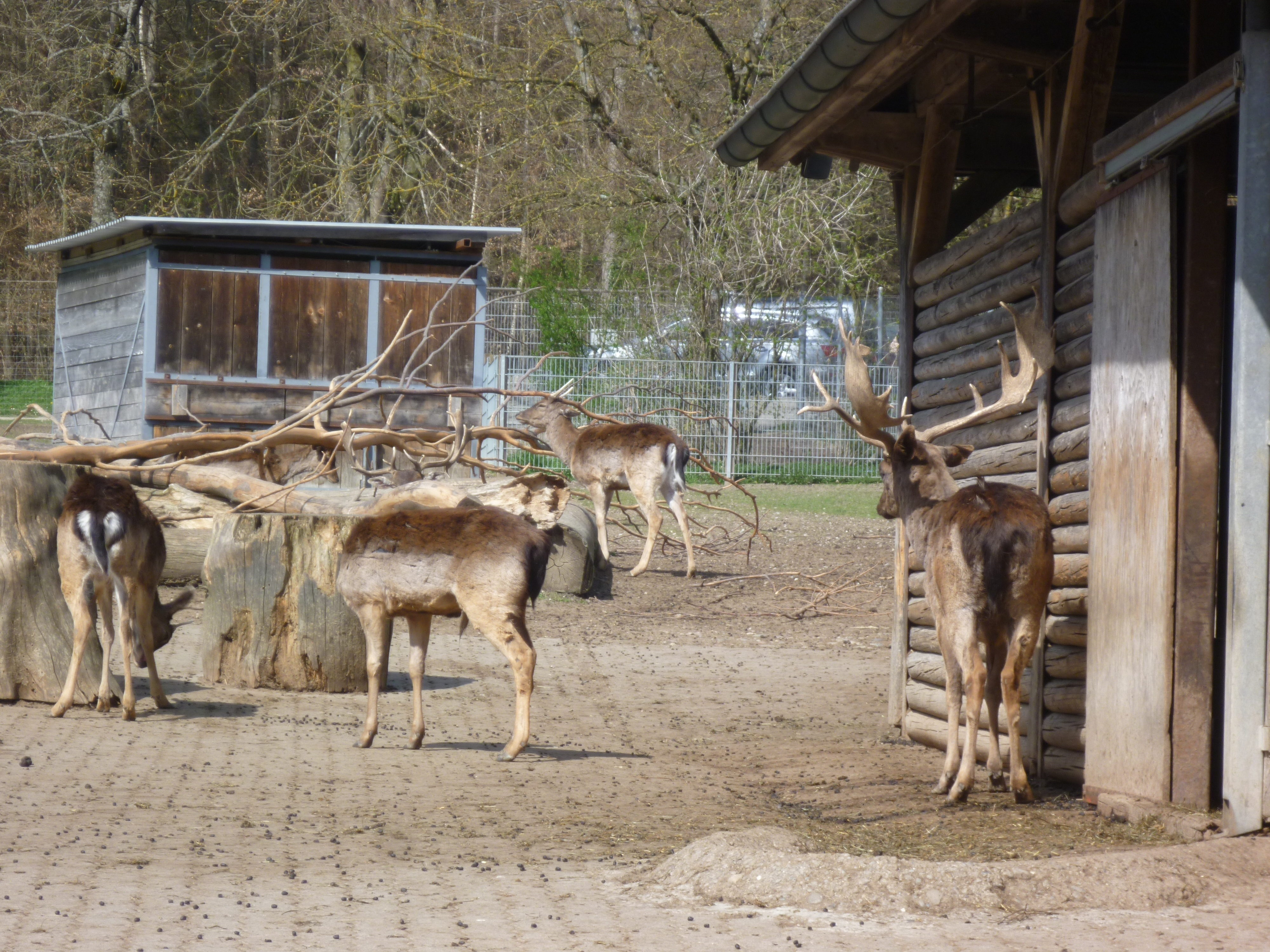
Damhirsche (bis 2018)
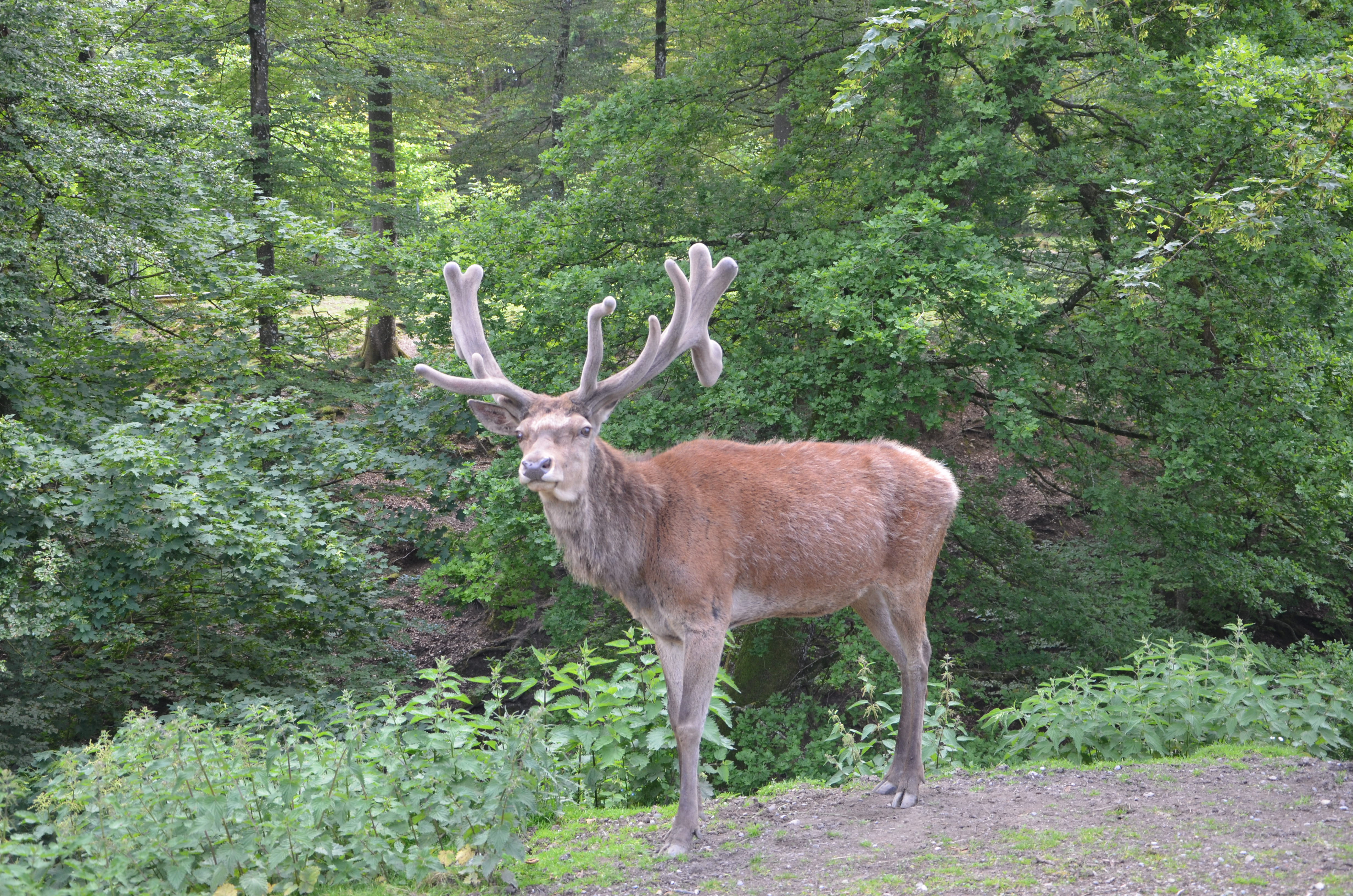
Rothirsch
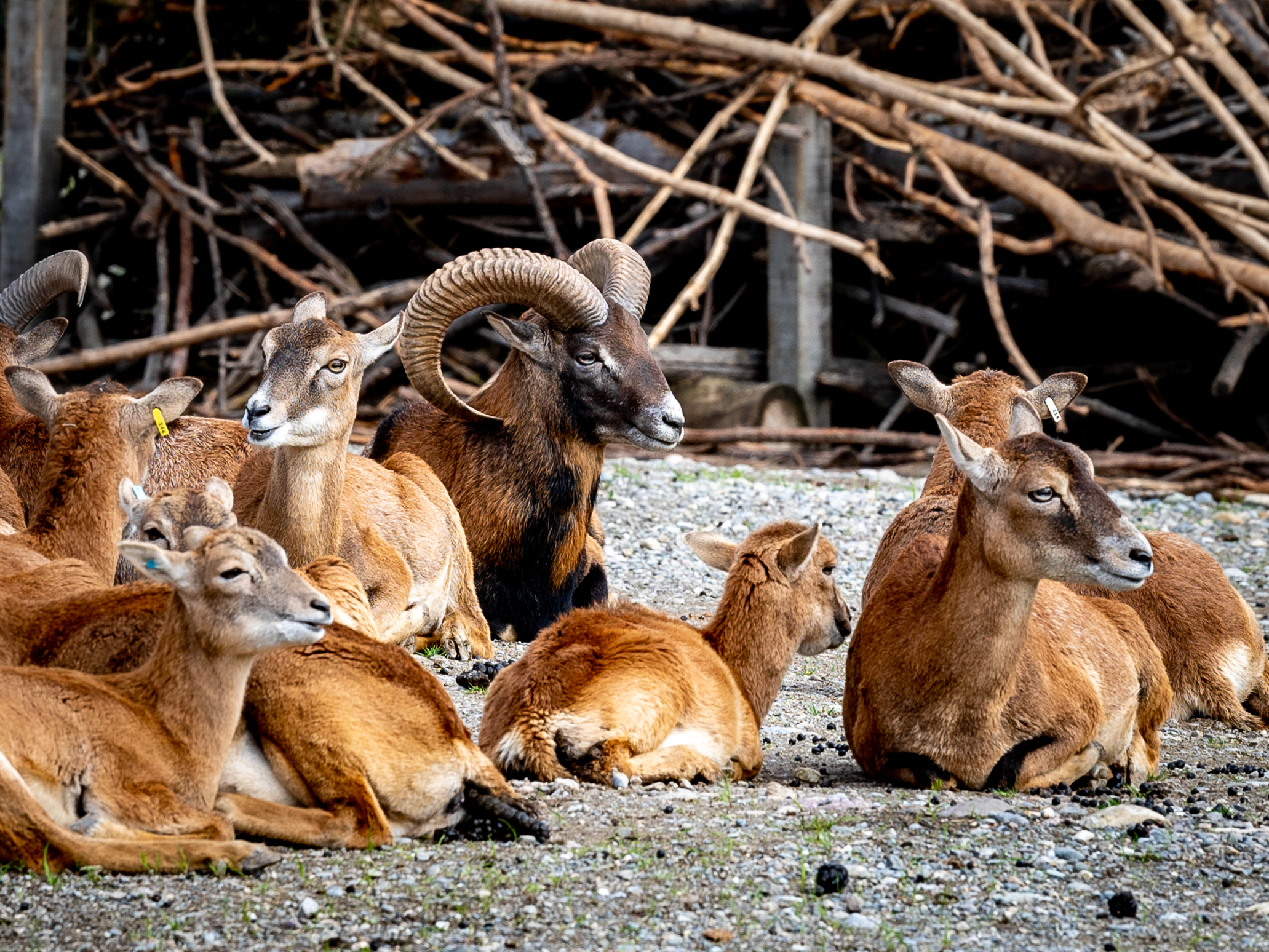
Mufflons
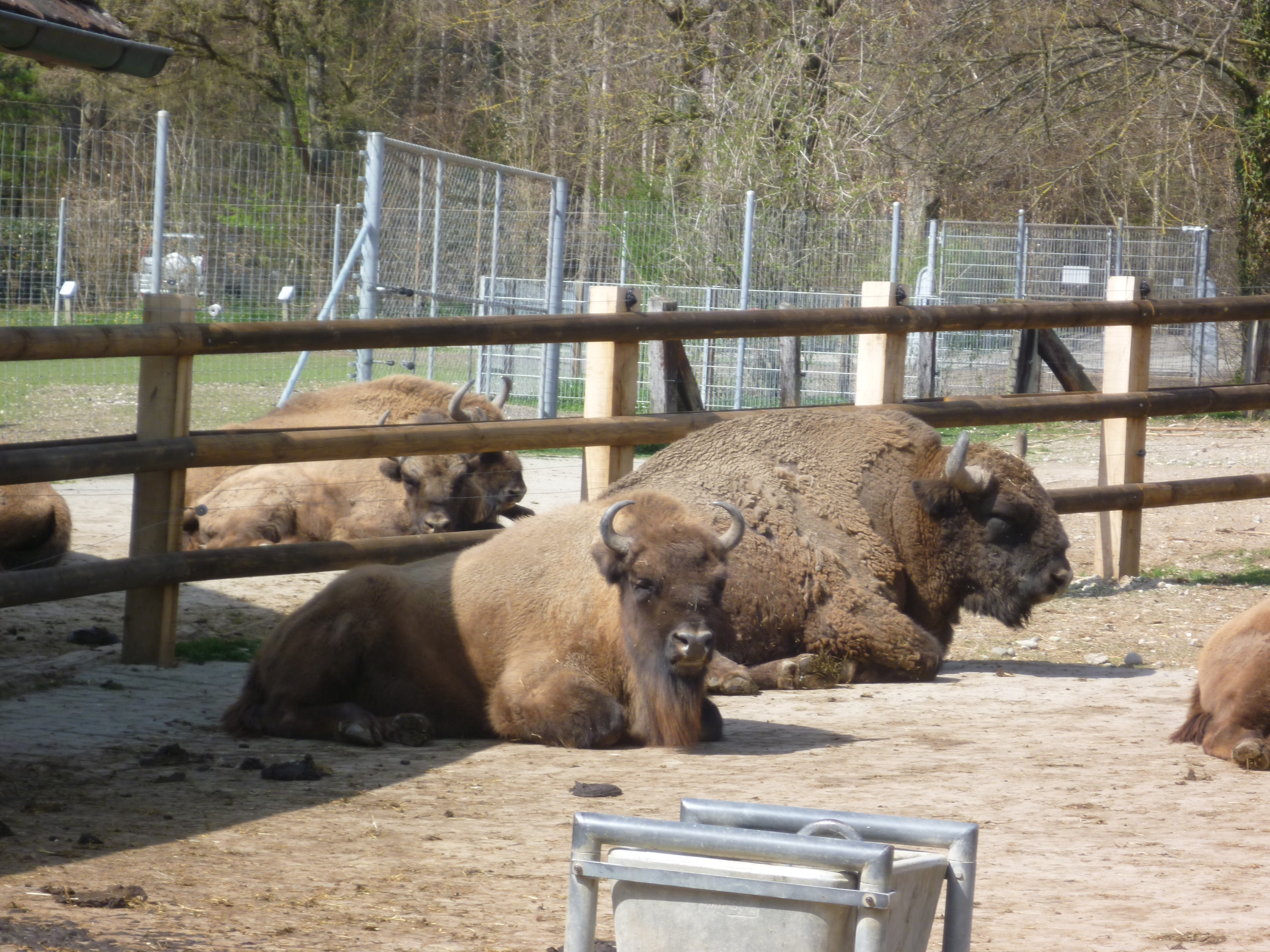
Wisente
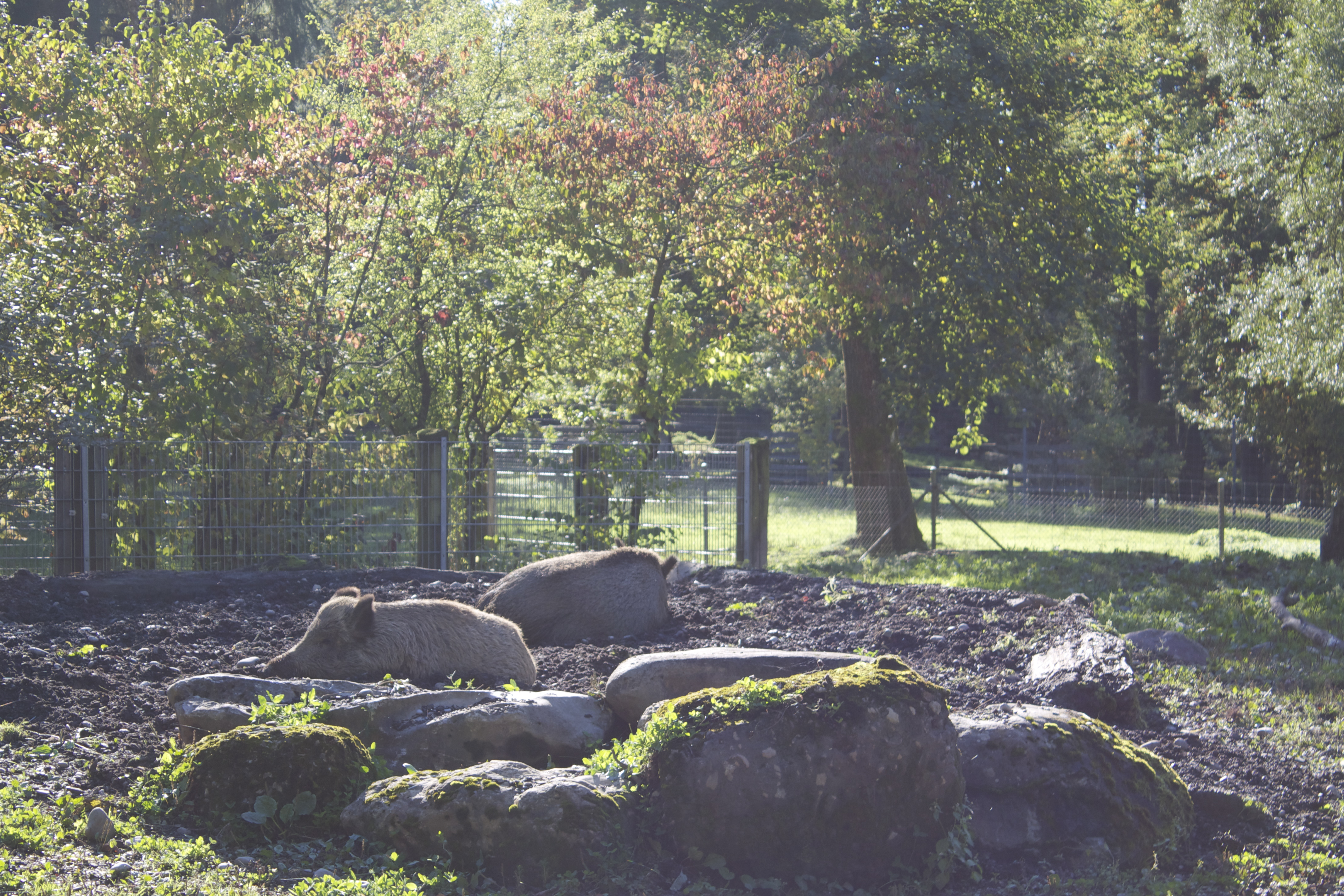
Wildschweine
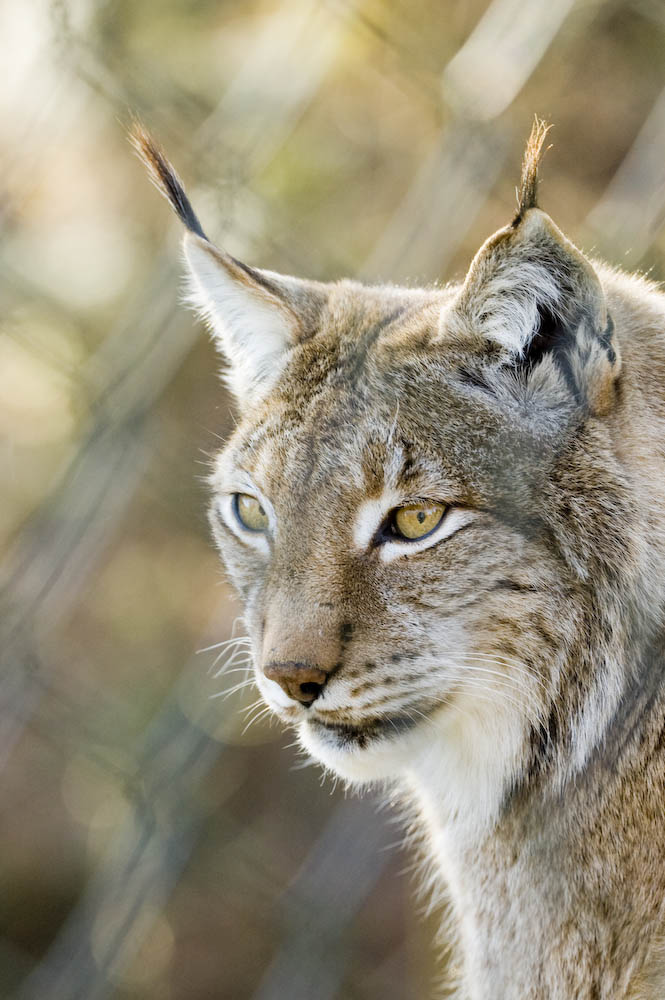
Luchs

## Sonstiges
- Südlich vom Wildpark Bruderhaus gibt es einen Erlebniswanderweg für Kinder, den Windelwanderweg.